# Бишув (Свентокшиське воєводство)
Бишув (пол. Byszów) — село в Польщі, у гміні Клімонтув Сандомирського повіту Свентокшиського воєводства.
Населення — 219 осіб (2011).
У 1975-1998 роках село належало до Тарнобжезького воєводства.

## Демографія
Демографічна структура на день 31 березня 2011 року:
|          | Загалом | Допрацездатний вік | Працездатний вік | Постпрацездатний вік |
| -------- | ------- | ------------------ | ---------------- | -------------------- |
| Чоловіки | 109     | 15                 | 80               | 14                   |
| Жінки    | 110     | 25                 | 53               | 32                   |
| Разом    | 219     | 40                 | 133              | 46                   |